# Sierra de Tentudía
La sierra de Tentudía es una sierra situada en el sur de la provincia de Badajoz, Extremadura, en las estribaciones de Sierra Morena junto a las provincias de Sevilla y Huelva. Su punto más alto es el Cerro de Tentudía, que a su vez es el punto más alto de la provincia pacense.

## Flora y fauna
La zona baja se encuentra rodeada por la dehesa y el bosque mediterráneo, donde predominan la encina y el alcornoque. En zonas más altas empezarán a verse bosques de roble, compuestos principalmente por melojos, pinos y castaños. También puede encontrarse, sobre todo en zonas de melojo, la Centaurea tentudaica, una subespecie de la Centaurea toletana endémica de Tentudía en peligro de extinción según el Catálogo de Especies vegetales protegidas en Extremadura.
Los principales animales que se pueden encontrar son ginetas, zorros, liebres, perdices o zorzales y en menor medida ciervos y jabalíes. En los ríos de la zona y en el embalse de Tentudía pueden encontrarse barbos, carpas, entre otros. También pueden avistarse aves en peligro de extinción como son la cigüeña blanca, la cigüeña negra, el milano real y la águila calzada.

## Zona protegida
Dentro de la sierra se encuentra el nacimiento del río Ardila, perteneciente a la zona ZEC Río Ardila Alto.
Además, en la cima del Cerro de Tentudía se encuentra el Monasterio de Tentudia, una iglesia-fortaleza fundada en el siglo XIII declarada Bien de Interés Cultural en 1951.

## Cumbres de la sierra de Tentudía
| Montaña                | Altitud (m) | Localización                              |
| Cerro de Tentudía      | 1112        | 38°03′16″N 6°20′18″O / 38.05444, -6.33833 |
| Bonales Oriental       | 1060        | 38°02′38″N 6°21′44″O / 38.04389, -6.36222 |
| El Labrado             | 1048        | 38°02′47″N 6°20′44″O / 38.04639, -6.34556 |
| Ceborillas             | 1040        | 38°02′53″N 6°23′10″O / 38.04806, -6.38611 |
| Palancares             | 1020        | 38°03′1″N 6°22′5″O / 38.05028, -6.36806   |
| La Buitrera            | 1020        | 38°04′24″N 6°24′07″O / 38.07333, -6.40194 |
| Cerro de la Fontanilla | 978         | 38°04′36″N 6°25′18″O / 38.07667, -6.42167 |